# Delta-Fly Pharma
Delta-Fly Pharma株式会社（デルタフライファーマ）は、日本の医薬品製造メーカー。本社は徳島県徳島市川内町。

## 沿革
- 2010年（平成22年）12月06日 - 設立。
- 2018年（平成30年）10月12日 - 東京証券取引所マザーズ市場へ上場[1]。

## 支社
東京オフィス
- 東京都中央区日本橋本町3丁目11番5号 日本橋ライフサイエンスビルディング2 6F[2]